# Legion of the Dead
Legion of the Dead ist ein US-amerikanischer Horrorfilm aus dem Splattergenre aus dem Jahre 2001. Regie führte der deutsche Schauspieler und Regisseur Olaf Ittenbach. Er schrieb auch das Drehbuch. Der Film kam am 25. Oktober 2001 in die deutschen Kinos.

## Handlung
Luke und William sind zu Fuß auf dem Weg durch die kalifornische Wüste. Plötzlich erscheint vor ihnen ein brutaler Serienkiller, der sie kidnappt. Nur durch Glück können sie dem Mörder entkommen. Doch als sie in einer verlassenen Kleinstadt Hilfe suchen, werden sie von einem Untoten angegriffen. Sie können sich mit ein paar anderen Überlebenden in einem Restaurant verschanzen. Hierher hat es jedoch bereits ihren Kidnapper verschlagen, der von Unbekannten bei der Verfolgung von Luke und William attackiert wurde. Schließlich stellt sich heraus, dass der sogenannte Tall Man erschienen ist und mit seiner Sekte wahllos Menschen tötet, um eine Legion des Todes zu erschaffen, die nur einem Zweck dienen soll: Geena, die letzte Überlebende ihres Dorfes, soll den Sohn des Satans austragen. Um sie zu schwängern, lässt der Tall Man die Bar mit seinen Untoten stürmen. Doch er trifft auf Widerstand. Bei einem blutigen Gemetzel können Luke und William den Tall Man und seine Gehilfen ins Inferno verbannen und die Welt vor einer drohenden Katastrophe retten.

## Kritiken
Der Streifen, der in der Story stark an den 1996 gedrehten Film From Dusk Till Dawn erinnert, wurde im Lexikon des internationalen Films wie folgt beschrieben:

„Spaß-Horror, der sich zwischen Strömen von Bier und Blut manifestiert. Ein unerquicklicher Film, inszeniert als selbstzweckhafte Gewaltorgie.“

## Sonstiges
Der Film kam in drei Versionen in Deutschland heraus. Zum einen die um 26 Minuten gekürzte FSK: 16-Version, die gekürzte FSK: 18-Version, und einer um etwa zehn Sekunden gekürzten SPIO/JK Fassung (geschnittener Director’s Cut). Die ungeschnittene Director’s-Cut-Fassung [FSK Ungeprüft] erschien etwa sechs Monate nach dem gekürzten in Deutschland erschienenen Director’s Cut über einen österreichischen Vertrieb. 2005 erschien ein Horrorfilm mit gleichem Namen, der jedoch nichts mit diesem Film zu tun hat.